# 里奇齊亞河 (索洛基亞河支流)
里奇察河（波蘭語：Rzeczyca），是東歐的河流，屬於索洛基亞河的左支流。該河流經位於波蘭盧布林省和烏克蘭利維夫州，河道全長37公里，流域面積197平方公里。